# Gagea pratensis
Gagea pratensis là một loài thực vật có hoa trong họ Liliaceae. Loài này được (Pers.) Dumort. miêu tả khoa học đầu tiên năm 1827.